# Județul Berezovca
Județul Berezovca a fost unul dintre cele 13 județe care au făcut parte din Guvernământul Transnistriei, regiune aflată sub administrație românească între anii 1941 și 1944.

## Geografie
Județul, care se găsea în partea sud-estică a Transnistriei, era împărțit administrativ într-un oraș, Berezovca, care era și sediul județului, și patru raioane.
În sensul acelor de ceasornic, județul Berezcova se învecina la nord cu județul Golta, la est cu Comisariatul Ucrainei, la sud cu județele Oceacov  și Odesa, iar la vest cu județul  Ananiev.

## Componență
Reședința județului Berezovca se găsea la Berezovca, astăzi un oraș în Ucraina.
Județul Berezovca era compus din raioanele Berezovca, Landau, Mostovoi și Veselinovo.